# Mizandrija
Mizandrija (starogrčki: μισανδρία: μῖσος, 'mržnja' i ἀνήρ, ἀνδρός, 'čovjek') jest mržnja ili prijezir prema muškarcima i/ili dječacima. Mizandrija se može usporediti s mizantropijom koja označava općenitu mržnju prema ljudima. Suprotnost je mizandrije mizoginija (mržnja prema ženama ili djevojčicama).
Manifestira se redikulizacijom muškog spola reklamama i humorističnim serijama te desenzitivizacijom društva na patnju i bol muškaraca. 